# Nino Salvaneschi
Nino Salvaneschi (Pavia, 3 de dezembro de 1886 - Turim, 1968) foi um escritor, jornalista e poeta italiano.

## Biografia
Iniciou-se na carreira jornalística ainda bem jovem, colaborando em vários jornais como o Gazzetta del Popolo, la Stampa de Turim, a Tribuna de Roma e o Corriere della Sera de Milão. Em 1912 foi um dos fundadores do então jornal desportivo Guerin Sportivo.
Durante a I Guerra Mundial alistou-se na Marinha, contrariando seu perfil pacifista anterior; ao fim do conflito publicou o livro Uccidiamo la Guerra (em livre tradução: "Matemos a Guerra") que reuniu seus escritos do período.
Casou-se em seguida, e sua esposa influiu bastante na sua carreira como escritor. Mudaram-se para Capri, onde começou a escrever o primeiro esboço de seu livro Sirénide - que foi o último livro escrito antes de ser acometido pela cegueira.
Em 1926 organizou uma procissão de cegos e os levou a uma peregrinação até o padre São Pio di Pietrelcina, levando a ele um lírio, um ramo de oliveira e um espinheiro - símbolos da pureza, humildae e tribulações, respectivamente. O religioso, que conheceu pessoalmente, tornou-se-lhe então seu líder espiritual.
A partir da cegueira dedicou-se aos companheiros de infortúnio e às obras de benemerência.